# Angelonia verticillata
Angelonia verticillata là một loài thực vật có hoa trong họ Mã đề. Loài này được Philcox mô tả khoa học đầu tiên năm 1980.

## Hình ảnh

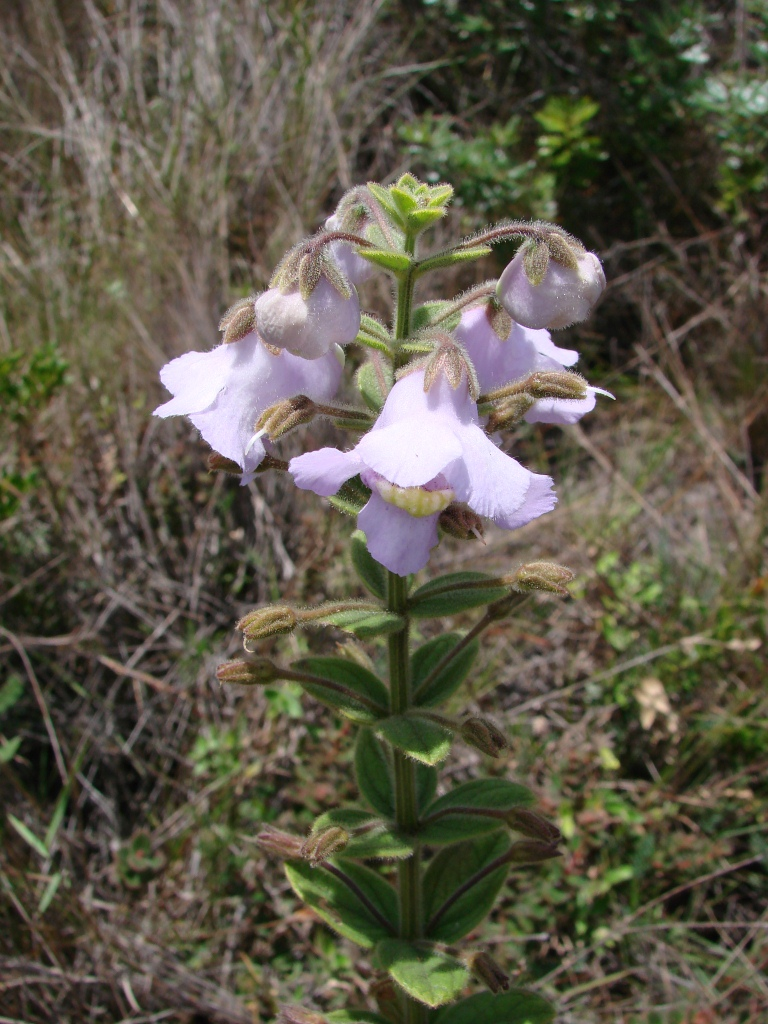